# 有線テレビジョン放送法
有線テレビジョン放送法（ゆうせんテレビジョンほうそうほう、昭和47年7月1日法律第114号）は、有線テレビジョン放送（ケーブルテレビ）の施設の設置や運営に関する法律である。

## 概要
本法制定以前のケーブルテレビは、有線放送業務の運用の規正に関する法律により規正されていた。
ケーブルテレビの普及により、これを規正する法律として本法が制定されることになった。
一定の基準を満たす有線テレビジョン放送事業を営もうとする者は、郵政大臣（後に総務大臣）の許可を得なければならないとされていた。
番組編集、番組基準、放送番組審議会等の放送に関する一般的規定は、放送法を準用していた。
有線放送業務の運用の規正に関する法律は、有線ラジオ放送業務の運用の規正に関する法律と改称し、有線ラジオ放送のみを規正することとなり、両法は翌1973年（昭和48年）より施行された。
有線役務利用放送
2001年（平成13年）に電気通信役務利用放送法が制定され、有線役務利用放送が定義された。この有線役務利用放送は、本法の適用を受けないものとされた。
廃止
2010年（平成22年）11月26日に第176回国会で成立した放送法の改正により、放送に関する法令の約60年ぶりの大幅な統廃合が図られ、本法、有線ラジオ放送業務の運用の規正に関する法律、電気通信役務利用放送法は放送法に吸収統合され、改正放送法が完全施行された2011年（平成23年）6月30日に廃止された。